# Maui County
Maui County er et county af i alt fem i den amerikanske delstat Hawaii. Maui County ligger i den centrale del af delstaten og består af øerne Maui, Kaho'olawe, Lana'i, Moloka'i (undtagen den del af Moloka'i som tilhører Kalawao County) og Molokini.
Maui Countys totale areal er 6.213 km² hvoraf 3.210 km² er vand. I år 2003 havde Maui County 135.605 indbyggere. Det administrative centrum ligger i byen Wailuku.
20°52′04″N 156°37′01″V / 20.86774°N 156.61706°V